# Cal Balaguer (Montmajor)
Cal Balaguer és una masia situada al municipi de Montmajor a la comarca catalana del Berguedà, situada en un punt elevat entre dos torrents. D'origen medieval, el topònim està documentat des de fa quatre-cents anys i la família en conserva encara el nom. El mas ha estat vinculat històricament al castell que hi havia prop seu, propietat de la família Gibert, de la qual la família Balaguer va esdevenir representant des de principis del segle XVII. L'any 1931 es va reformar totalment.